# レオ・フォン・クレンツェ

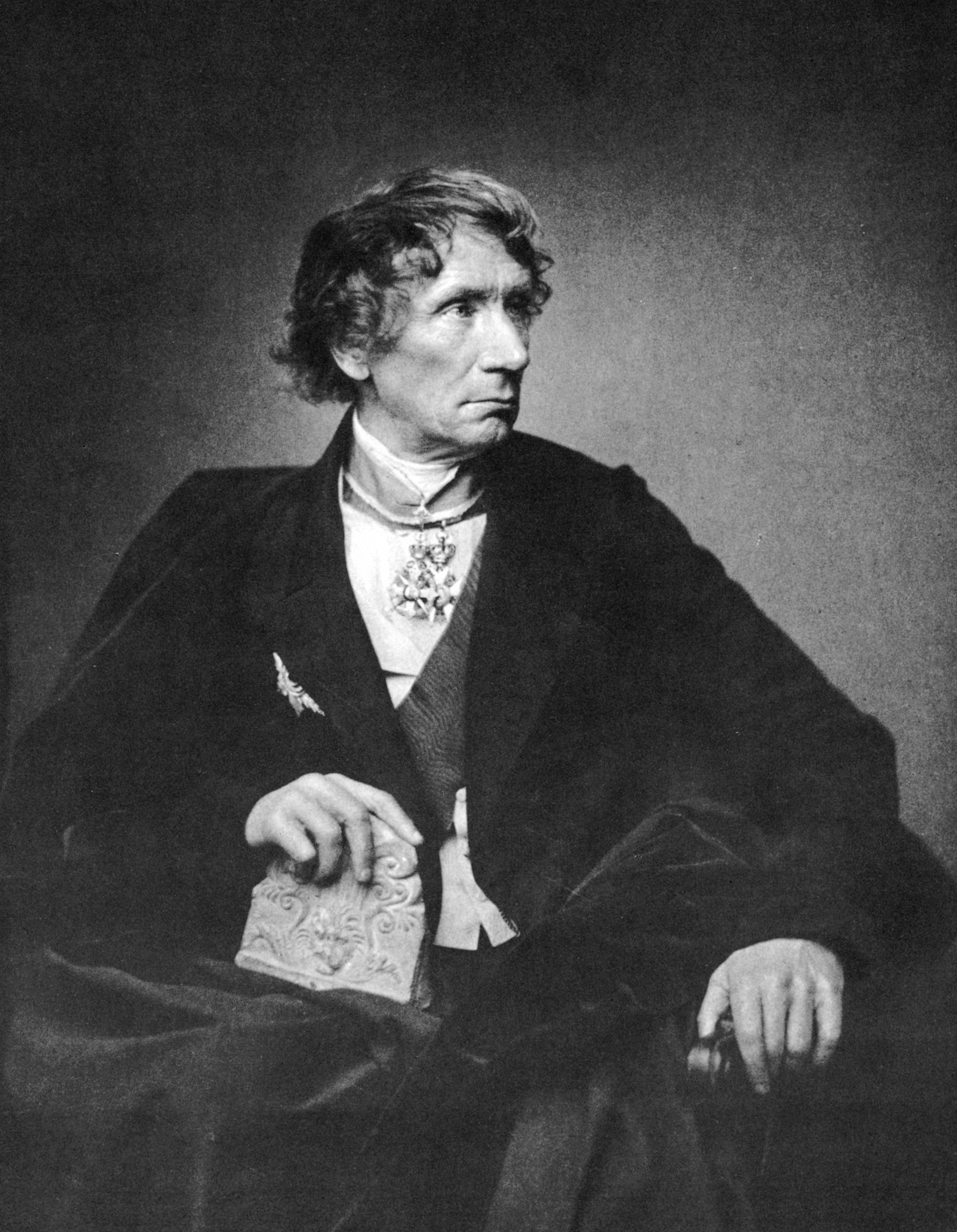
レオ・フォン・クレンツェ

フランツ・カール・レオポルト・フォン・クレンツェ（Franz Karl Leopold von Klenze、1784年2月29日 - 1864年1月26日）は、ドイツの新古典主義の建築家、画家、著作家。バイエルン王ルートヴィヒ1世の宮廷建築家であり、グリーク・リバイバル様式の代表的建築家である。

## 生涯
フォン・クレンツェはベルリンとパリで建築を学んだ。1808年から1813年まで、ヴェストファーレン王国のジェローム・ボナパルトの宮廷建築家を務めた。その後バイエルンに移り、1816年からルートヴィヒ1世の宮廷建築家を務めた。ルートヴィヒ1世はヘレニズムに傾倒していたため、フォン・クレンツェの建築スタイルもそれに影響されている。ミュンヘンに新古典主義の建築物を多数建てており、例えばルーメスハレ（栄誉の殿堂）やイギリス庭園のモノプテロスがある。ケーニヒス広場に多数の新古典主義の建築物を設計したことでも知られている。レーゲンスブルク近郊には、北欧神話のヴァルハラの名を冠したヴァルハラ神殿を建設した。

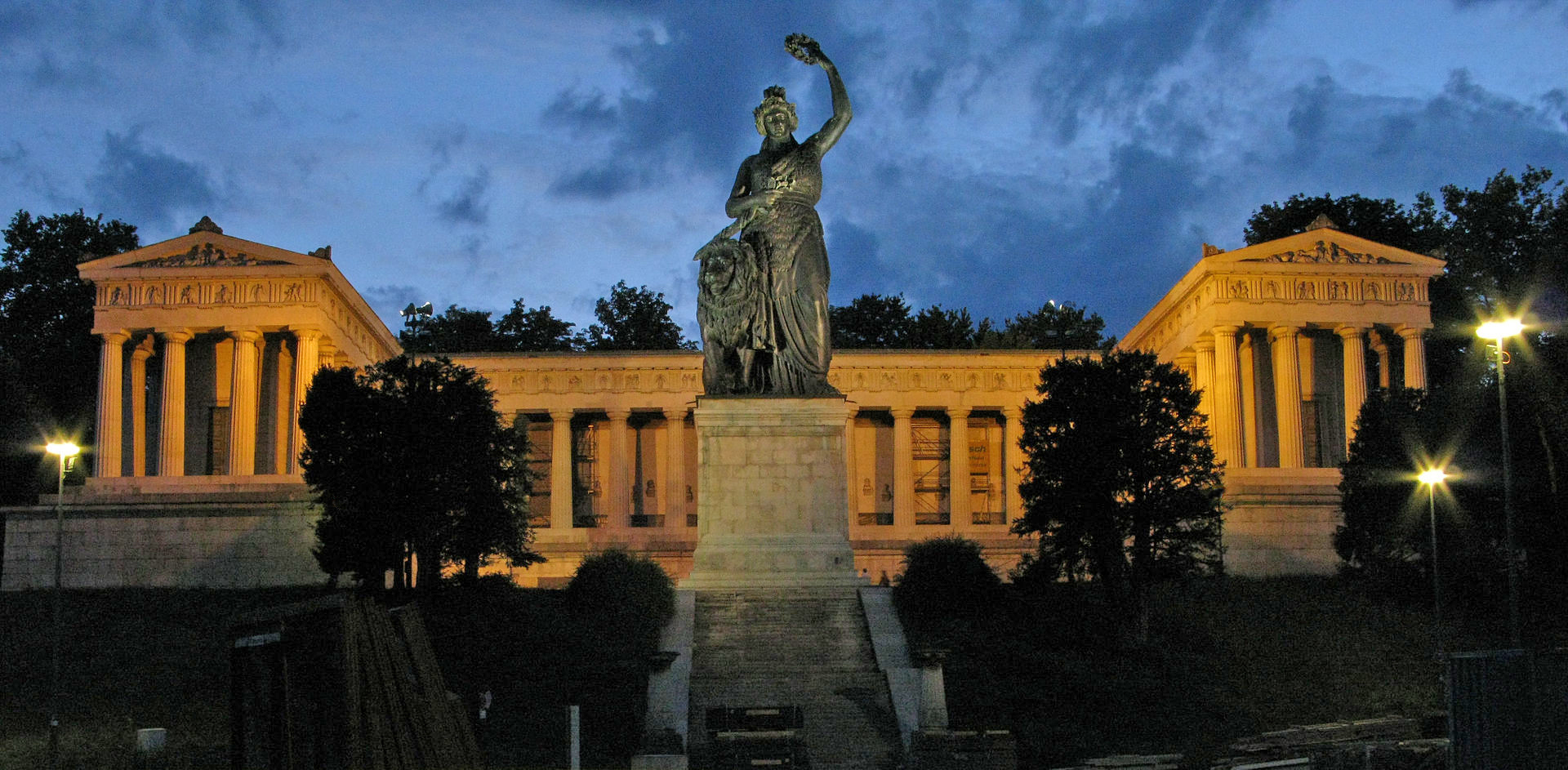
ルーメスハレ（ミュンヘン）

ギリシャが独立を勝ち取ったとき、ルートヴィヒ1世の息子オソン1世が初代国王となった。フォン・クレンツェはアテネに招かれ、アテネを古代ギリシア風に再建する都市計画案を作成した。ロシア皇帝ニコライ1世はエルミタージュ美術館（新エルミタージュ）の設計をフォン・クレンツェに委任した。フォン・クレンツェはミュンヘンでも美術館を設計しており、グリュプトテークやアルテ・ピナコテークがある。
フォン・クレンツェは建築家としてだけでなく、画家や起草者としても有名だった。その絵には古代の建物が描かれていることが多く、自身の建築プロジェクトのモデルとして利用していた。フォン・クレンツェはイタリアとギリシャに旅行した際に古代の建築を研究した。アテネでは発掘作業にも参加し、アクロポリスの復元も提案している。
フォン・クレンツェは同時代のドイツ人画家の作品を収集していた。1841年、58枚の風景画や風俗画を含むコレクションをルートヴィヒ1世に売却している。これらの絵画がノイエ・ピナコテークのコレクションの中核をなしている。
フォン・クレンツェは1864年に亡くなり、ミュンヘンのアルター・ジュートフリードホーフ (Alter Südfriedhof) に埋葬された。

## 主な建築作品
- ミュンヘン: 

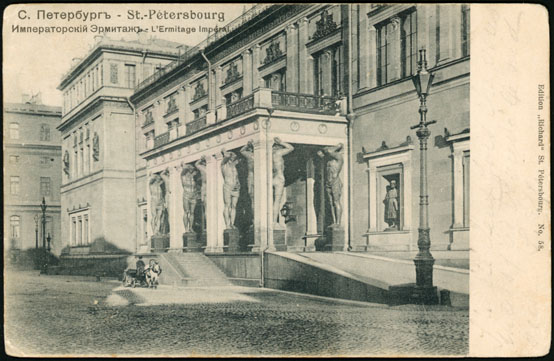
新エルミタージュは当初から美術館として設計された世界初の建築物の1つである。

  - グリュプトテーク（1816年 - 1830年）
  - アルテ・ピナコテーク（1826年 - 1836年）
  - 王宮 - Königsbau, Festsaalbau, Allerheiligen-Hofkirche（1826年 - 1842年）
  - イギリス庭園のモノプテロス（1836年）
  - プロピュレーン門（1846年 - 1862年）
  - ルーメスハレ（1850年）
  - ニンフェンブルク宮殿の庭園にあるモノプテロス
  - Ludwigstraße
- カッセルのヴィルヘルムスヘーエ城公園のBallhouse（1809年 - 1810年）
- イスマニング城（1816年） - ナポレオンの養子ウジェーヌ・ド・ボアルネとその配偶者のために建設
- レーゲンスブルク近郊のヴァルハラ神殿（1816年 - 1842年）
- パッペンハイムの Neues Schloss（新宮殿）（1819年 - 1820年）
- ロシア、サンクトペテルブルクの新エルミタージュ（1839年 - 1852年）
- ギリシャ、アテネの教会 (St. Dionysios the Areopagite)（1853年 - 1865年）
- ケールハイムの解放記念堂（1863年）